# Missão das Nações Unidas no Haiti
A Missão das Nações Unidas no Haiti (em inglês:  United Nations Mission in Haiti, UNMIH) foi uma operação de manutenção da paz realizada pelas Nações Unidas entre setembro de 1993 e junho de 1996. 
Durante a maior parte da Guerra Fria (de 1946 a 1986), o Haiti esteve sob o domínio ditatorial. Após a deposição de Jean-Claude Duvalier em fevereiro de 1986, o Haiti foi governado por uma série de governos provisórios de curta duração (cinco presidentes em seis administrações de 1986 a 1991). A primeira eleição nacional democrática do país foi realizada em 16 de dezembro de 1990 e Jean-Bertrand Aristide foi eleito presidente. Aristide assumiu o poder em 7 de fevereiro de 1991, mas foi deposto por um golpe militar alguns meses depois.
Em 23 de setembro de 1993, a UNMIH foi criada pelo Conselho de Segurança das Nações Unidas conforme a Resolução 867. A primeira força multinacional foi enviada ao Haiti em 1994, que foi formada por 20 mil membros. Posteriormente, os Estados Unidos lideram uma intervenção militar com a intenção de derrubar os líderes militares haitianos e restaurar presidente deposto Jean-Bertrand Aristide.